# Nazionale maschile di pallavolo delle Isole Vergini Britanniche
La nazionale di pallavolo maschile delle Isole Vergini Britanniche è una squadra nordamericana composta dai migliori giocatori di pallavolo delle Isole Vergini Britanniche ed è posta sotto l'egida della Federazione pallavolistica delle Isole Vergini Britanniche.

## Risultati
La nazionale di pallavolo maschile delle Isole Vergini Britanniche non ha mai partecipato ad alcuna competizione.